# Styr
Styr (ukr. Стир Styr, ros. i biał. Стыр Styr) – rzeka na Ukrainie i Białorusi; prawy dopływ Prypeci.
Długość rzeki – 483 km, powierzchnia zlewiska – 13 100 km².
Źródła w pobliżu Brodów w obwodzie lwowskim; przepływa przez obwody rówieński i wołyński; na Białorusi w rejonie brzeskim wpada do Prypeci.
Największe dopływy: Ikwa, Stubła (prawe).
W czasie I wojny światowej wzdłuż Styru przebiegała linia frontu pomiędzy wojskami austro-węgierskimi a rosyjskimi.
Największym miastem położonym nad Styrem jest Łuck.
Inne miejscowości nad Styrem to Beresteczko, Rożyszcze, Warasz.

## Galeria

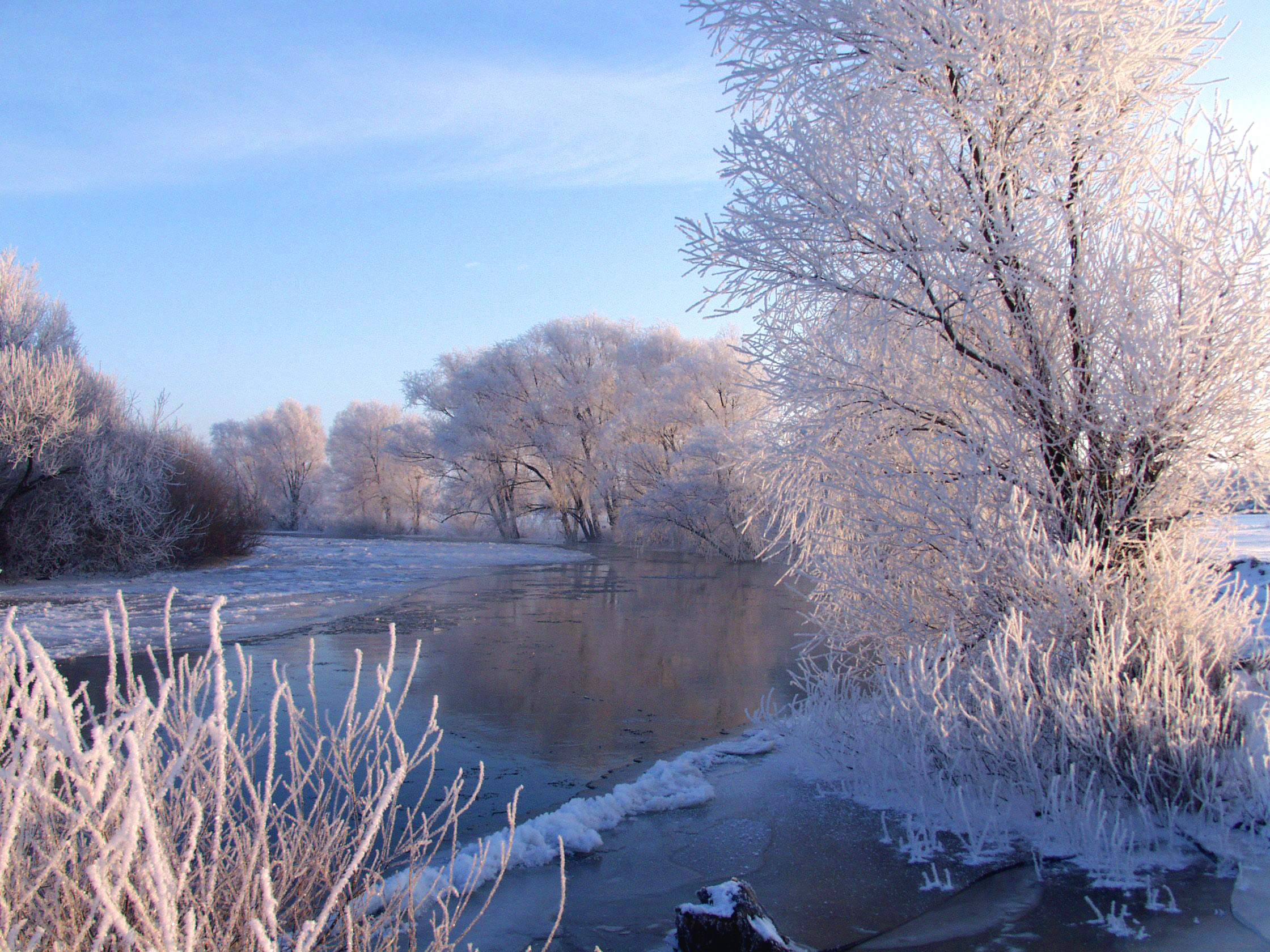
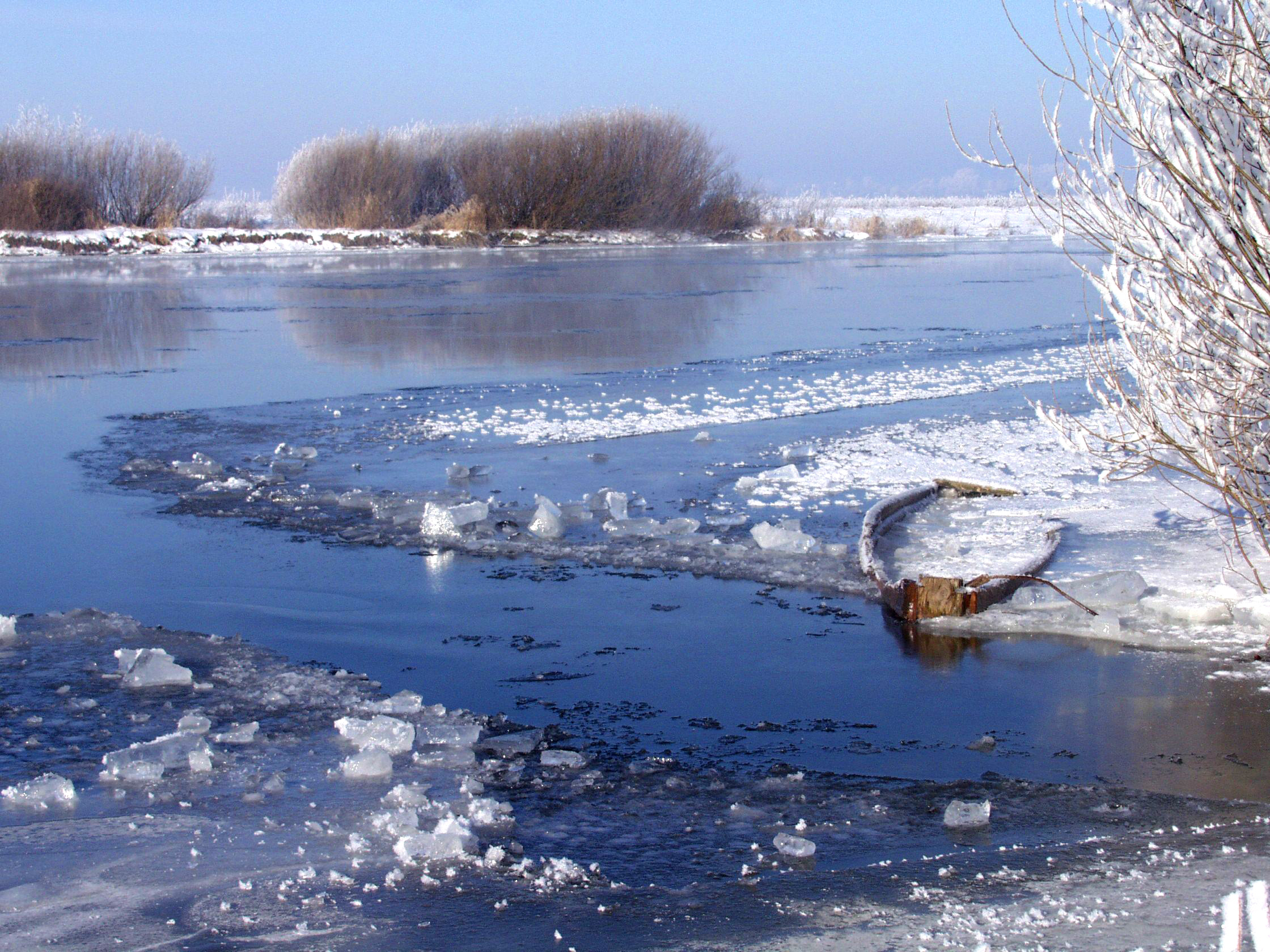
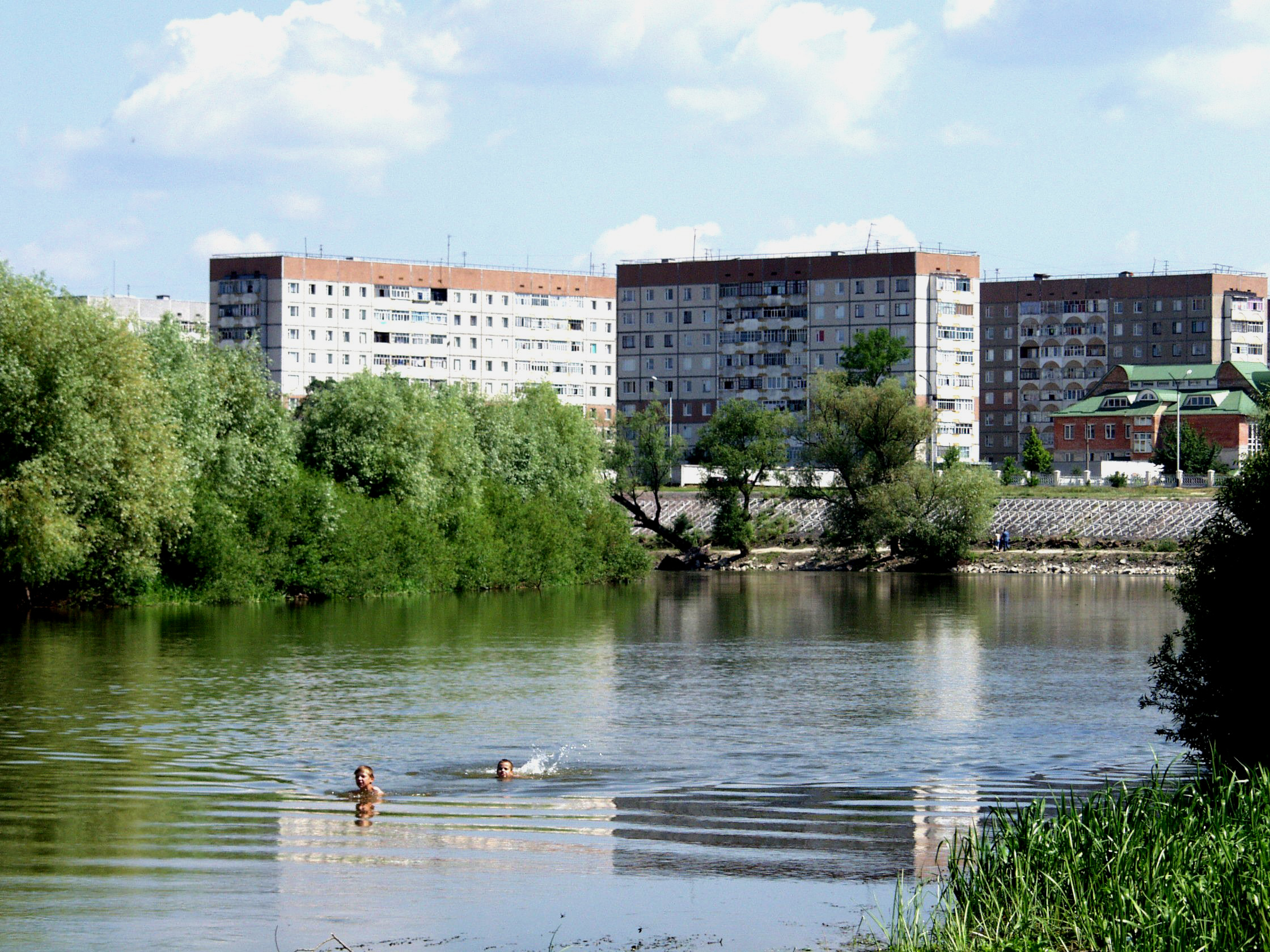
Styr w Waraszu
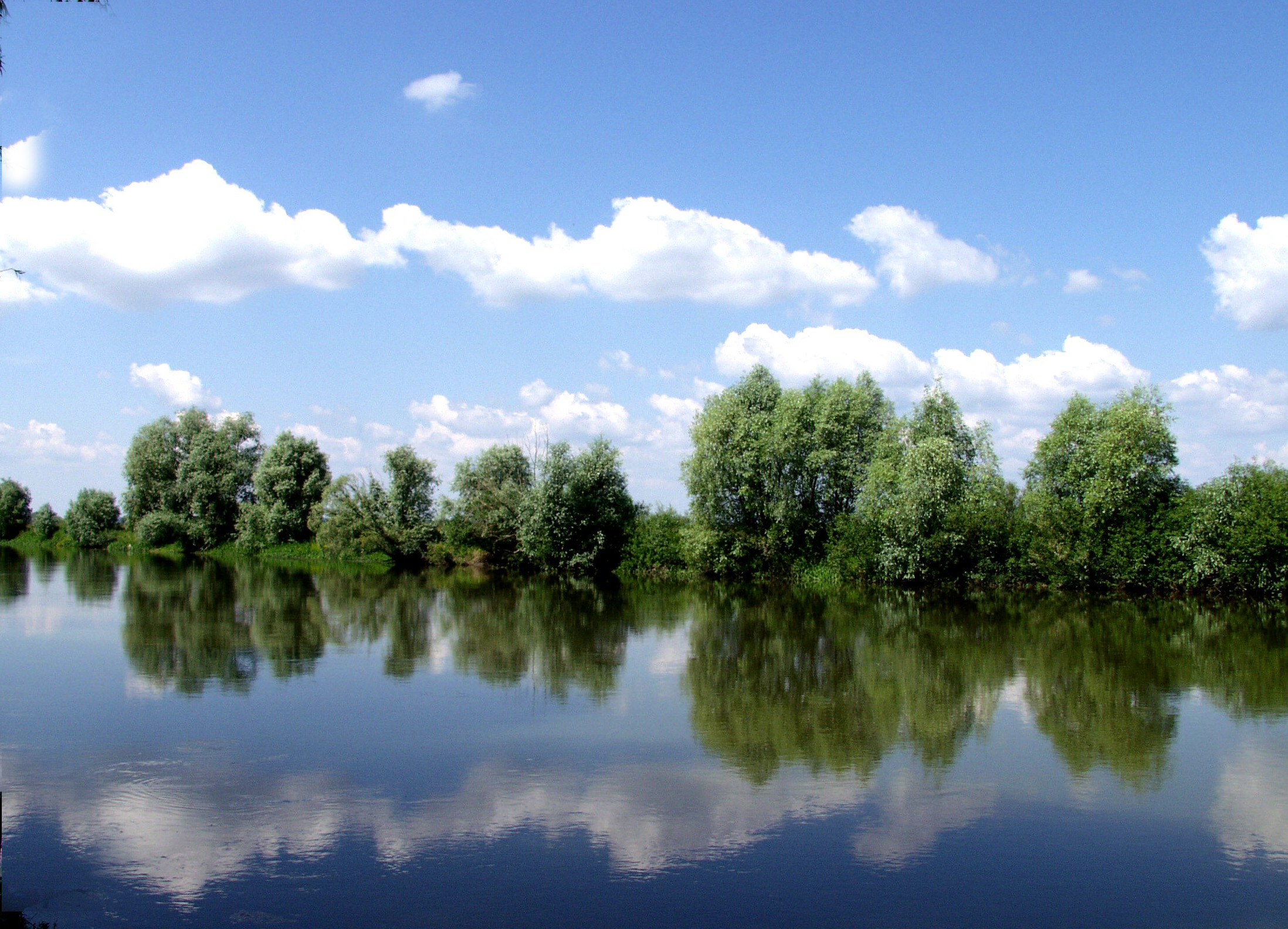
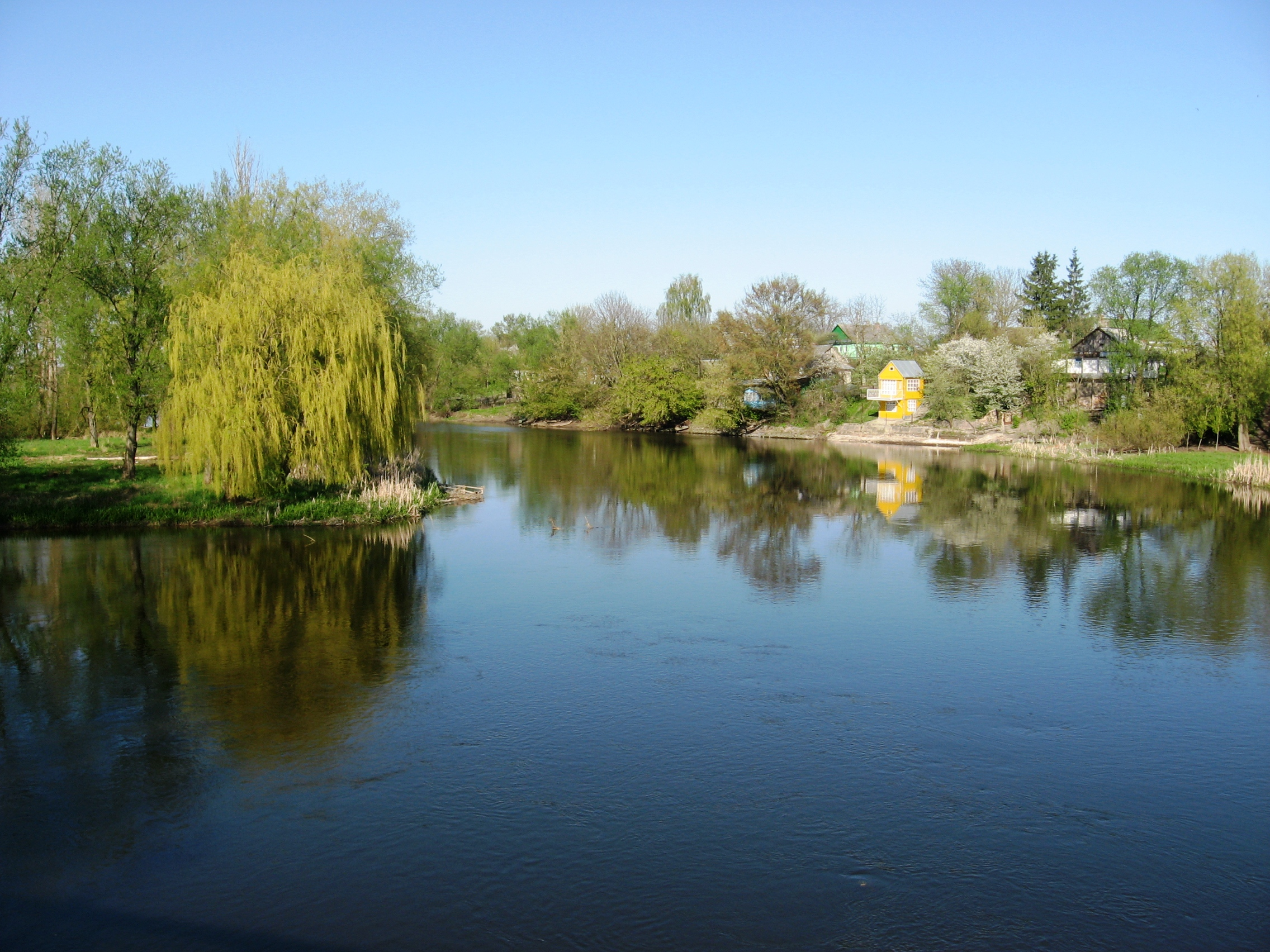
Styr w Beresteczku
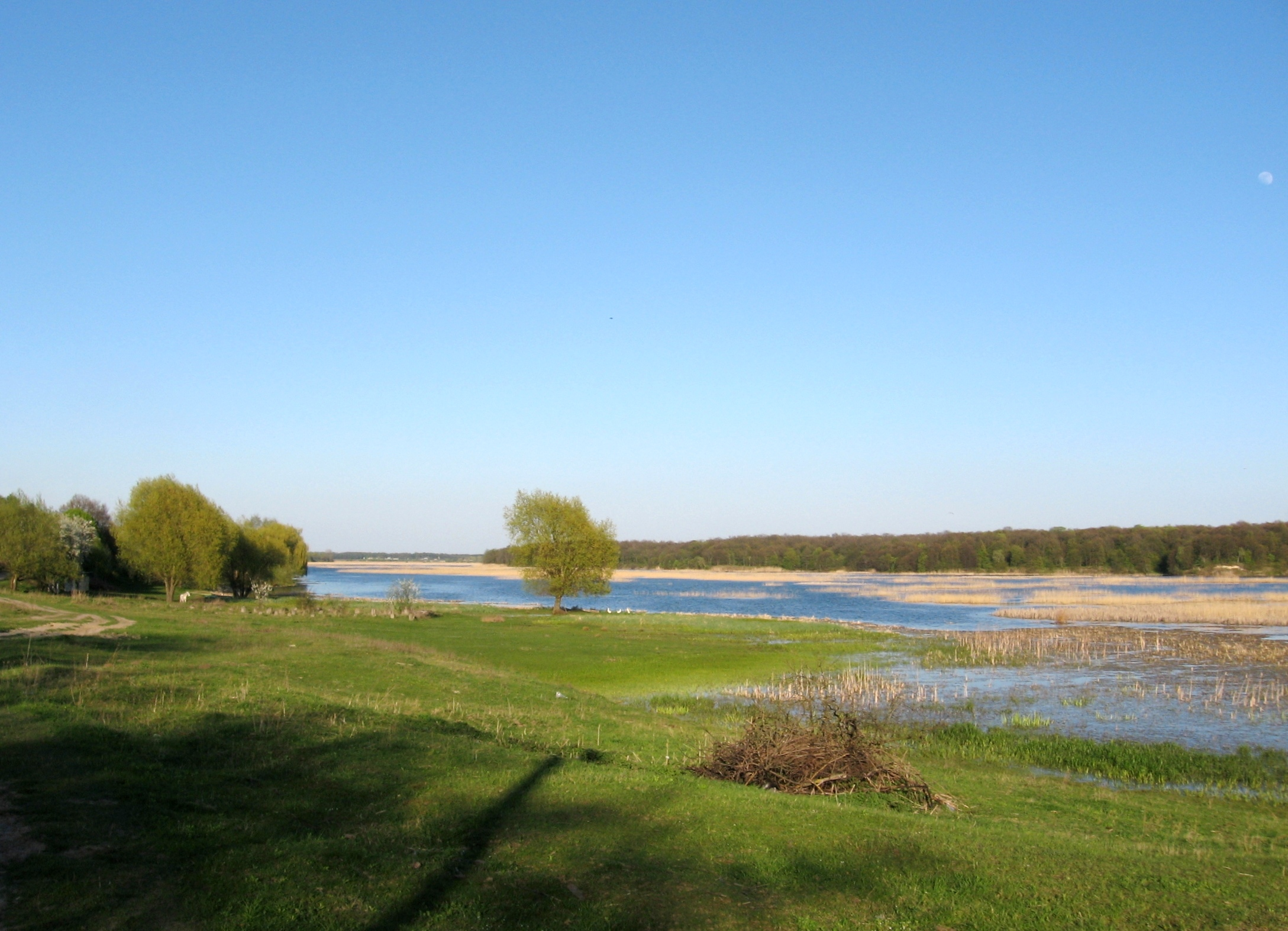
Styr pod Boremlem